# 2023-as brüsszeli terrortámadás
A 2023-as brüsszeli terrortámadás iszlamista terrortámadás volt Brüsszelben, 2023. október 16-án, amit svéd futballrajongók ellen követett el az Iszlám Állam tagja, a tunéziai származású, 45 éves Abdálszalám Laszúd (arabul: عبدالسلام لسود). 19:15 körül az elkövető meglőtt három svéd rajongót, akik közül ketten meg is haltak, a Place Sainctelette közelében. Az áldozatok (a 60 éves Patrick Lundström és 70 éves társa, Kent Persson) a Baldvin király Stadionba tartottak, hogy megtekintsék a Svédország–Belgium Európa-bajnoki selejtezőt. Közvetlenül a támadást követően Laszúd megosztott egy videót, amiben magára vállalta a támadást, majd elmenekült. Másnap reggel lőtte le a belga rendőrség Schaerbeekben, halottá 9:38-kor nyilvánították.
A támadást követően a terrorveszély szintjét négyes szintre emelték Belgiumban, ami a legmagasabb. Valószínűnek tartják, hogy a támadó motivációja a svédországi Korán-égetések voltak, de azt se zárják ki, hogy köze volt az interneten terjesztett összeesküvés elméletekhez, hogy Svédország elrabolt muszlim gyerekeket.

## A támadás

### A gyilkosságok
19:15 körül, 2023. október 16-án Abdálszalám Laszúd elkezdett lövöldözni svéd rajongókra a Place Sainctelette közelében, a Boulevard de la Neuvième de Ligne és a Boulevard d’Ypres utak kereszteződésénél.
A támadás nagyjából 5 kilométerre történt a Baldvin király Stadiontól, ahol a Svédország–Belgium Európa-bajnoki selejtezőt játszották. A mérkőzést a félidőben megszakították, miután a két válogatott nem volt hajlandó visszatérni a pályára. A belga rajongókat evakuálták, míg a svédeket egy biztonságos területre terelték, mivel a rendezők úgy érezték ők vannak a legnagyobb veszélyben. Oskar Ahlqvist újságíró, a Sydsvenskan munkatársa azt írta a stadionból, hogy a svéd szurkolók elkezdték eltávolítani mezeiket és egyéb megkülönböztető ruházataikat, hogy ne lehessen őket felismerni.
A támadásra válaszként a belga terrorelhárító központ Brüsszelben a terrorveszély szintjét a legmagasabb szintre emelte, míg az ország többi részében a második legmagasabbra. A svéd külügyminisztérium felszólította a Belgiumban tartózkodó svédeket, hogy legyenek nagyon óvatosak.
Az eseményről egy videó is megjelent több közösségi média oldalon, amiben a férfi azt kiabálja, hogy „Allah akbar” („Isten a leghatalmasabb”), mielőtt elkezd lövöldözni egy épület előtt, majd belsejében. A harmadik svéd áldozat megsérült, de nem volt életveszélyes állapotban.

### Az elkövető halála
Az egész éjszakán át tartó hajtóvadászatot követően Laszúdot reggel látták egy buszon, narancssárga ruhát viselve. A buszvezető felismerte a férfit a rendőrség által megosztott képekről, így bejelentette a terrorista jelenlétét a járművön, aki ennek következtében elmenekült a buszról. Schaerbeekben egy kávézóba próbált meg menedéket találni, aminek közelében volt a lakása. Egy szemtanú itt felismerte a férfit, kihívva a rendőrséget, akik kiérkezésük után lelőtték az elkövetőt. A mentők megpróbálták megmenteni az életét és kórházba szállították, de 09:38-kor halottá nyilvánították. Halálát Annelies Verlinden belügyminiszter erősítette meg, fegyverét a kávézóban találták meg.

## Motiváció
A belga rendőrség azt mondta, hogy az elkövető motivációja valószínűleg az volt, hogy a célpontok svédek voltak, esélyesen a 2023-as Korán-égetések miatt. Mindkét áldozat a svéd válogatott mezét viselte a támadás idején. Egy közösségi médián megosztott videóban Laszúd azt mondta, hogy azért ölte meg áldozatait, mert svédek voltak. Laszúd ezek mellett követett egy TikTok-fiókot, amin azt az összeesküvés elméletet terjesztették, hogy Svédország elrabolt muszlim gyerekeket.

## Reakciók
- Svédország – Ulf Kristersson miniszterelnök részvétét nyilvánította az áldozatok családjainak.[24]
- Belgium – Alexander De Croo miniszterelnök részvétét nyilvánította az áldozatok családjainak.[25]
- Dánia – Mette Frederiksen miniszterelnök részvétét nyilvánította az áldozatok családjainak.[17]
- Franciaország – Látogatása közben Albániába, Emmanuel Macron megemlítette a támadást egy beszédében.[3]
- Hollandia – Az ország megerősítette határvédelmét a támadás után.[26]